# حافلة منخفضة الأرضية

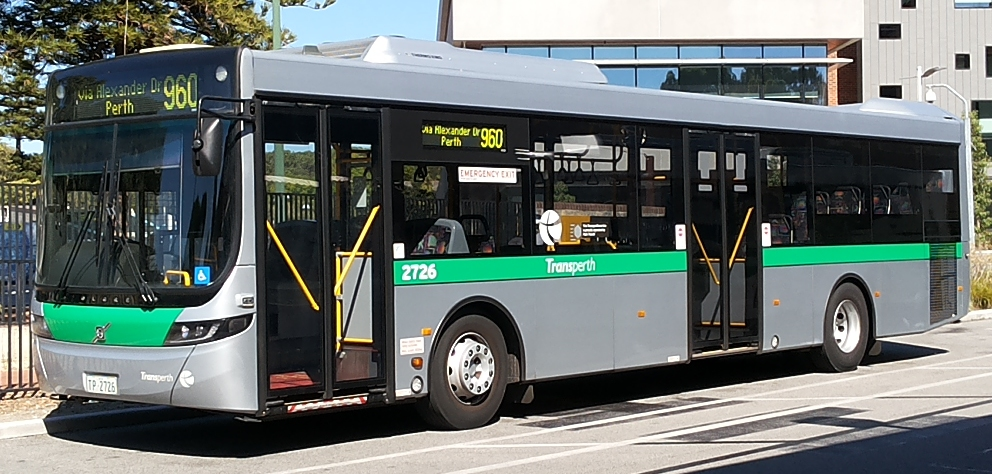
حافلة ذات مدخل منخفض من طراز فولجرين أوبتيموس ذات هيكل فولفو بي7رلي في أستراليا.

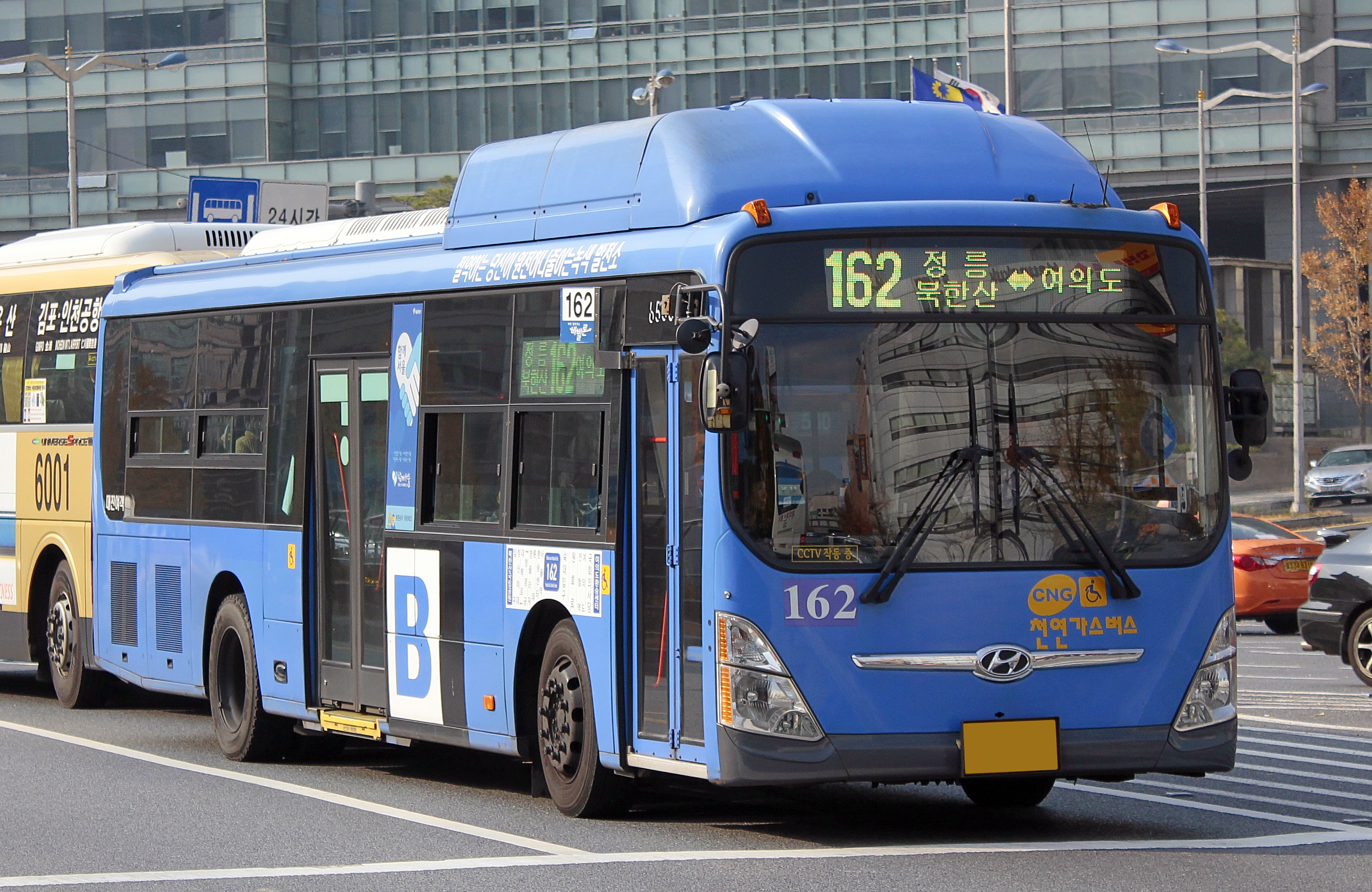
حافلات منخفضة الأرضية في سيول

الحافلة منخفضة الأرضية هي حافلة أو ترولي باص لا تحتوي على درجات بين الأرضية وأرضية الحافلة عند مدخل واحد أو أكثر وأرضية منخفضة لجزء من مقصورة الركاب أو كلها. قد تُسمى الحافلة ذات الأرضية المنخفضة الجزئية أيضًا حافلة منخفضة المدخل أو نادرًا ما تُسمى حافلة ذات أرضية مسطحة في بعض المواقع.
يشير مصطلح "الأرضية المنخفضة" إلى منصة حافلات يمكن الوصول إليها من الرصيف بدرجة واحدة فقط مع فرق بسيط في الارتفاع ويعود ذلك فقط إلى الفرق بين منصة الحافلات والرصيف. كما يختلف هذا عن تصميم منصة الحافلات ذات الأرضية المرتفعة وهو تصميم يتطلب صعود درجة واحدة أو أكثر (تُعرف الآن بمدخل الدرج) للوصول إلى الأرضية الداخلية ذات الارتفاع الأعلى. يُحسّن انخفاض الأرضية من إمكانية وصول الجمهور إلى الحافلة وخاصة كبار السن وذوي الإعاقة بمن فيهم مستخدمو الكراسي المتحركة والمشايات. وجميعها تقريبًا ذات محرك خلفي ودفع خلفي.

## الإعدادات

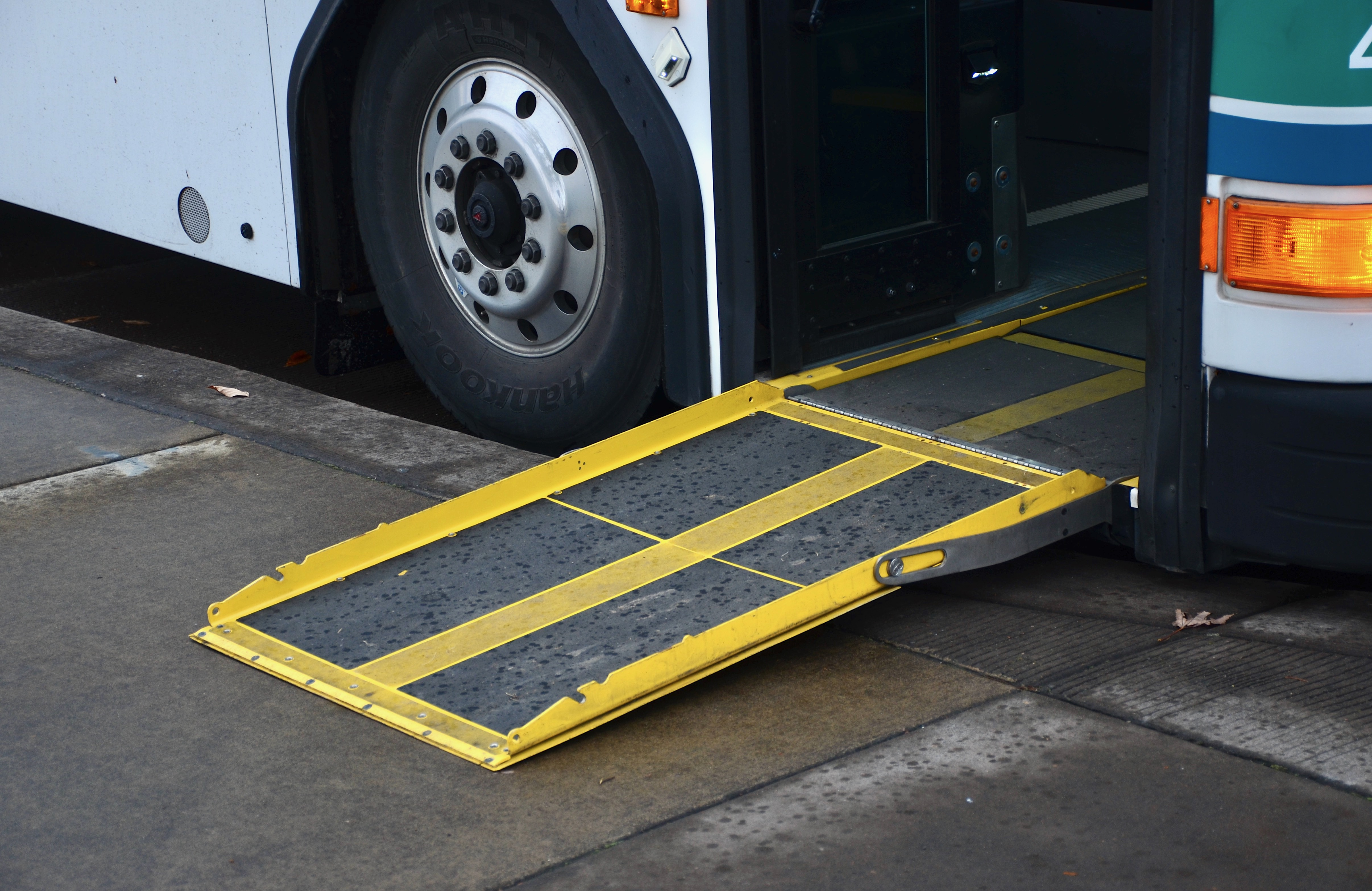
تتميز العديد من الحافلات ذات الأرضية المنخفضة بوجود منحدرات قابلة للتمديد.

### الحافلات ذات الأرضية المنخفضة والدخول المنخفض
تنقسم الحافلات ذات الأرضية المنخفضة عمومًا إلى نوعين رئيسيين: حافلات ذات أرضية منخفضة بالكامل ذات أرضية منخفضة على طول الحافلة (أكثر شيوعًا في أوروبا) وحافلات منخفضة المدخل مع إمكانية الوصول بدون درج إلى جزء منها فقط عادةً بين الباب الأمامي والباب الأوسط (وهو أكثر شيوعًا في أمريكا الشمالية). في أمريكا الشمالية يُطلق على كلا النوعين عادةً اسم الحافلات منخفضة الأرضية لأن معظم المركبات ذات أرضية منخفضة بدون درج عند الأبواب.
السبب الرئيسي لاختيار تكوين منخفض الدخول هو توفير وضع أفضل لمجموعة نقل الحركة والمعدات التقنية الأخرى في قسم الأرضية المرتفعة بالإضافة إلى توفير قيادة أكثر راحة على الطرق الوعرة. يستخدم بعض المصنّعين الأحرف الأولى LF أو L في تسميات طرازاتهم للطرازات منخفضة الأرضية بالكامل (أو في حالة المصنّعين الألمان NF أو N استنادًا إلى الكلمة الألمانية نيدرفلور والتي تعني الأرضية المنخفضة). وفي أمريكا الشمالية غالبًا ما يُشار إلى الحافلات منخفضة الأرضية جزئيًا بالرمز LF أيضًا. ففي بعض الدول يستخدم بعض المصنّعين الرمز LE ، وهو اختصار لكلمة Low Entry في تسميات طرازاتهم للحافلات منخفضة الدخول.

### نظام التعليق ونظام نقل الحركة
يحقق معظم مصنعي الحافلات انخفاضًا في ارتفاع الأرضية بتصنيع حافلات بمحرك خلفي ودفع خلفي ونظام تعليق أمامي مستقل ما يُغني عن مرور محور أسفل أرضية الجزء الأمامي من مقصورة الركاب أو بمحور أمامي منخفض. إن بعض الحافلات منخفضة الأرضية بالكامل مزودة أيضًا بمحور خلفي منخفض بينما لا يُشكل المحور الخلفي مشكلة في الحافلات منخفضة المدخل.
العديد من الحافلات منخفضة الأرضية بما في ذلك حافلة إيريسبوس سيتيليس (المتوفرة أيضًا في طراز سكودا 24تر ترولي باص) مزودة بمحرك في خزانة رأسية في الجزء الخلفي من الحافلة. أما فان هول فلديها سلسلة من حافلات "محرك جانبي وقيادة وسطية" حيث يوضع المحرك على جانب واحد من المقصورة طوليًا بين المحورين الأول والثاني ولزيادة مساحة المقصورة القابلة للاستخدام إلى أقصى حد. وقد استخدمت فولفو نفس المفهوم في هيكلها المفصلي بي9أس.
بالنسبة للحافلات الأصغر حجمًا مثل الحافلات المتوسطة تحقق إمكانية الأرضية المنخفضة بوضع العجلات الأمامية أمام المدخل. وكان أحد آخر أنواع الحافلات التي اكتسبت إمكانية الوصول إلى الأرضية المنخفضة كمعيار هو الحافلة الصغيرة حيث يسمح ترتيب مماثل للعجلات الأمامية باستيعاب حوالي 12 مقعدًا ومساحة للكراسي المتحركة في حافلات صغيرة جدًا منخفضة الأرضية مثل أوبتاري أليرو و هينو بونشو. حقق إمكانية الوصول سابقًا في تطبيقات نوع النقل العام والتي تستخدم مركبات صغيرة مزودة بمصاعد خاصة. وقد سمح ظهور الحافلات الصغيرة منخفضة الأرضية بتطوير العديد من مخططات النقل المستجيبة للطلب والتي يسهل الوصول إليها باستخدام حافلات قياسية "جاهزة للاستخدام".
من عيوب الأرضية المنخفضة استيعاب عجلات الحافلة نفسها. ومع الأرضية المنخفضة تبرز العجلات في مقصورة الركاب ويجب احتواؤها في جيوب عجلات بارتفاع الخصر وهذا يشغل مساحة كانت ستُستخدم للجلوس. ولإتاحة مساحة للمعدات التقنية تحتوي العديد من الحافلات ذات الأرضية المنخفضة على مقاعد مثبتة على منصات مما يشكل درجة صغيرة لأعلى من الأرضية بينما يتمكن البعض الآخر من تركيب المقاعد مباشرة على الأرضية متجنبًا الدرجة. لذلك يتطلب تخطيط المقاعد للحافلة ذات الأرضية المنخفضة تصميمًا دقيقًا. ومن المعروف أيضًا أن تكوين الأرضية المنخفضة له توزيع سيئ للحمل الميت من جانب إلى جانب داخل الهيكل بسبب الوضع غير المتماثل خارج المركز لمكونات مجموعة نقل الحركة - وخاصة المحرك وناقل الحركة. ونتيجة لذلك تتطلب العديد من هذه الحافلات نظام تعليق هوائي يتحكم فيه إلكترونيًا لتعويض التكوين غير المتوازن.

### ميزات أخرى

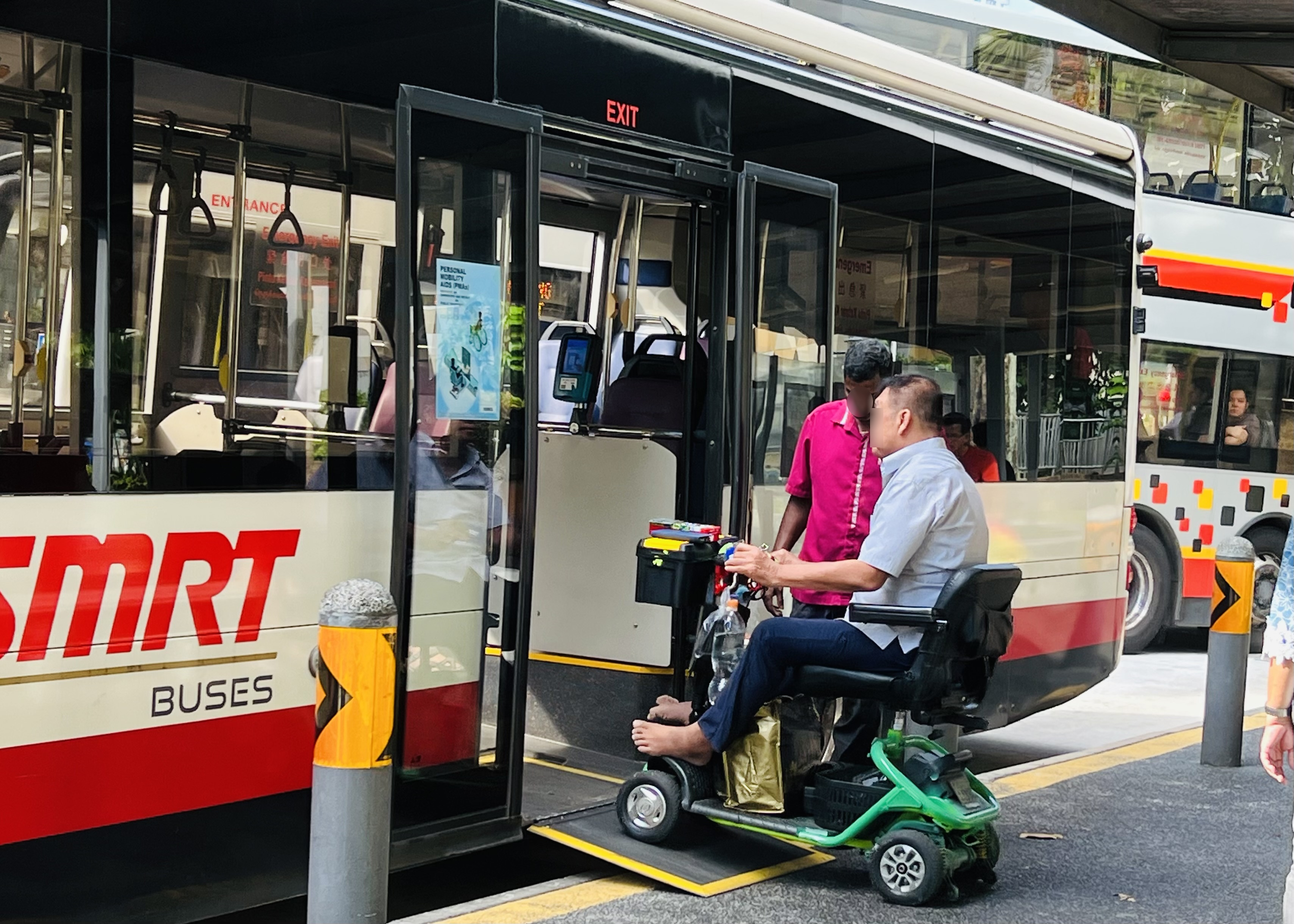
يمكن للحافلة ذات الأرضية المنخفضة أن توفر إمكانية الوصول لمستخدمي الكراسي المتحركة وأولئك الذين يستخدمون أجهزة التنقل الشخصية، غالبًا عن طريق استخدام منحدر الكراسي المتحركة.

عادةً ما تتضمن الحافلات منخفضة الأرضية منطقة خالية من المقاعد (أو مقاعد قابلة للطي) بجوار باب واحد على الأقل حيث يُمكن ركن الكراسي المتحركة والمشايات وعربات الأطفال وحتى الدراجات الهوائية في حال السماح بذلك. مع ذلك قد لا يكون هذا هو الغرض الوحيد من هذه المنطقة إذ يستخدم العديد من المشغلين مساحات أكبر للوقوف في أوقات الذروة. ومع وجود هذه المساحة قد يُصرّ المشغلون على تخصيص كرسي متحرك واحد أو اثنين فقط أو عربة أطفال قابلة للطي لأسباب تتعلق بالمساحة والسلامة.
يمكن استكمال الأرضيات المنخفضة بـ"جهاز ركوع" هيدروليكي أو هوائي يُستخدم عندما تكون الحافلة متوقفة مما يسمح بإمالتها أو خفضها عند المحور الأمامي بدرجة أكبر غالبًا إلى ارتفاع الرصيف الطبيعي. وحسب مدى قرب الحافلة من الرصيف وتصميم الكرسي المتحرك يمكن أن يسمح هذا لمستخدمي الكراسي المتحركة بالصعود دون مساعدة. مع أن هذه التقنية متوفرة ومستخدمة في الحافلات ذات الأرضيات المرتفعة منذ سبعينيات القرن الماضي إلا أنها ذات فائدة كبيرة في المركبات ذات الأرضيات المنخفضة فقط حيث تُمكّن الركاب الأقل قدرة على الحركة من الصعود والنزول من المركبة دون مساعدة من الآخرين. كما أن العديد من المركبات مجهزة بمصاعد أو منحدرات للكراسي المتحركة والتي عند دمجها مع أرضية منخفضة يمكن أن توفر مدخلًا شبه مستوٍ.

يوجد تطبيق لتصميم الأرضية المنخفضة في أستراليا حيث تُصنّع حافلات مُخصصة نسخة "هجينة" من هيكل سي بي60. تجمع هذه الحافلات بين مساحة أرضية منخفضة أصغر وصندوق صغير أسفلها لبعض الأمتعة. مع أن هذه الحافلات لا توفر مساحة كافية للأمتعة إلا أنه يمكن استخدامها لاستيعاب أمتعة أكبر مما يمكن استيعابه داخل الحافلة نفسها. وعيب آخر هو أن هذا التصميم يعني أن الجزء من الحافلة الذي يقع عند مستوى الرصيف قصير جدًا حيث يتسع لمساحة الكراسي المتحركة ثم يرتفع لاستيعاب صندوق الأمتعة. كما تفتقر هذه الحافلات إلى إمكانية وجود باب مركزي.

## البدائل
تعتمد العديد من أنظمة النقل السريع بالحافلات على نظام صعود مستوٍ باستخدام حافلات ذات أرضية مرتفعة تتوقف في مواقف شبيهة بمواقف الحافلات التقليدية. كما يمكن استخدام أجزاء مرتفعة من الأرصفة لتسهيل الوصول باستخدام نماذج ذات أرضية منخفضة مع أن هذا أكثر تكلفةً للمشغل ولا يناسب إلا الخطوط المنتظمة المزدحمة. أما بالنسبة للخطوط غير المنتظمة أو ذات أقسام التوقف أو وسائل النقل التي تستجيب للطلب فلا يمكن استخدام الأرصفة المرتفعة إلا في المحطات النهائية.
رفضت بعض هيئات النقل طلب حافلات منخفضة الأرضية تمامًا مثل هيئة النقل في نيوجيرسي وهيئة النقل في مقاطعة موني نظرًا لظروف التضاريس في منطقة الخدمة. ولا تزال هيئة النقل في مدينة نيويورك تُفضل الحافلات ذات الأرضية المرتفعة. ومع أن هيئة النقل في مدينة نيويورك تُشغل بعض الحافلات ذات الأرضية المنخفضة بارتفاع 40 قدمًا إلا أنها رفضت في البداية طلب حافلات منخفضة الأرضية وتحديدًا طراز دي60أل أف من شركة نيو فلاير بعد توقف إنتاج طراز دي60أتش أف وهو طراز ذو أرضية مرتفعة في منتصف عملية التسليم. ومع ذلك فقد قاموا باستعراض كل من دي60أل أف ونوفا باص أل أف أس إيه وقد قرروا طلب الأخير.

## آسيا

### الهند

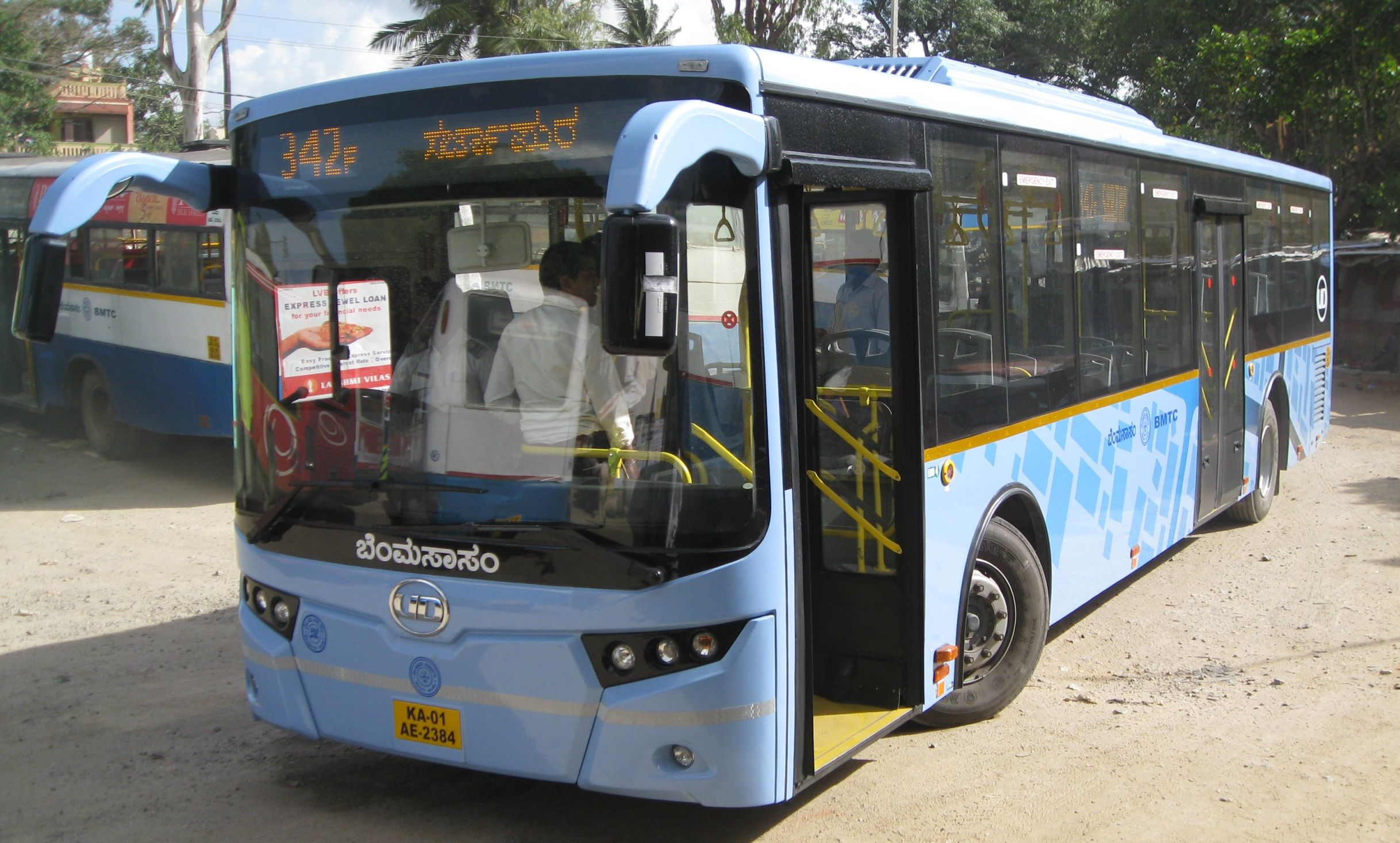
حافلة بمتك يو دي إس إل إف

شركة بنغالور للنقل الحضري في بنغالور هي من أوائل المدن في الهند التي أدخلت حافلات منخفضة الأرضية. تُشغّل شركة بنغالور للنقل الحضري بمتك العديد من الخدمات باستخدام حافلات فولفو 8400LE الفاخرة منخفضة الأرضية. وهذه الحافلات مكيفة وتوفر ميزات مثل ناقل حركة أوتوماتيكي ومنحدر للركوع ومنحدر للكراسي المتحركة وهي ميزات شائعة في حافلات المدن الحديثة. كما أنها مزودة بشاشات عرض ليد بالإضافة إلى نظام آي تي أس للإعلان عن مواعيد التوقف. وجربت الشركة أيضًا حافلات مرسيدس-بنز منخفضة الأرضية بالإضافة إلى حافلات أشوك ليلاند يو أل إي لكنها اختارت الاستمرار في عروض فولفو.
للحفاظ على انخفاض أسعار تذاكر الحافلات تُشغّل شركة بمتك معظم خدماتها باستخدام حافلات شبه منخفضة الأرضية (أس أل أف) غير مكيفة بارتفاع أرضيتها 650 مم، مقارنةً بارتفاع أرضيتها 400 مم في الحافلات منخفضة الأرضية. هذه الحافلات من إنتاج شركتي أشوك ليلاند وتاتا موتورز ومن المقرر أن يقوموا بالتعاقد مع ايشر (في إي سي في) مستقبلاً لشرائها. هذه الحافلات البديلة الأرخص للحافلات منخفضة الأرضية لا تحتوي على منحدرات للركوع أو منحدرات مناسبة للكراسي المتحركة ولكنها مزودة بنظام تعليق هوائي وتستخدم مقاعد مماثلة أو أفضل من تلك الموجودة في حافلات فولفو. كما أنها مزودة بناقل حركة يدوي بدلاً من ناقل حركة أوتوماتيكي.

#### نيودلهي

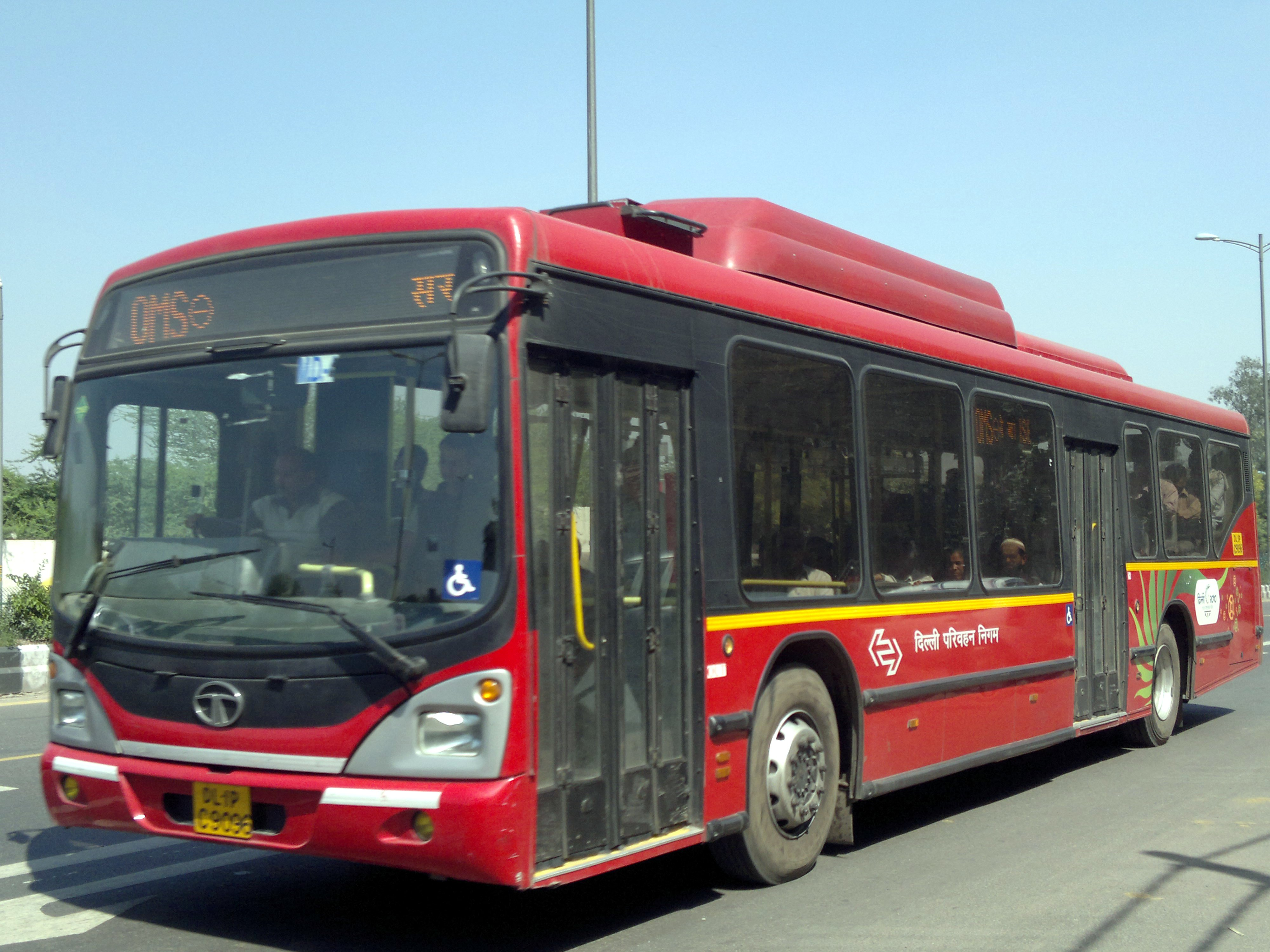
حافلات قديمة منخفضة الأرضية في دلهي

مع تقديم نظام النقل السريع بالحافلات (بي آر تي) وتطوير ممرات مخصصة للخدمة من المقرر أن تتحسن خدمة الحافلات. بدأت شركة دلهي للنقل (دي تي سي) في تقديم حافلات مكيفة وحافلات جديدة منخفضة الأرضية (يبلغ ارتفاع الأرضية 400 مـم (15.75 بوصة) وحتى أعلى في منطقة الثلث مقابل 230 مـم (9.06 بوصة) متوفرة دوليًا) في شوارع المدينة لتحل محل الحافلات التقليدية. ويجري العمل حاليًا على خطة تجديد لتحسين مواقف الحافلات في المدينة ودمج أنظمة تحديد المواقع العالمية (جي بيه أس) في حافلات ومواقف حافلات هيئة النقل في دلهي لتوفير معلومات موثوقة حول وصول الحافلات. وقد قررت حكومة دلهي تسريع هذه العملية واشترت 6600 حافلة منخفضة الأرضية لهيئة النقل في دلهي قبل دورة ألعاب الكومنولث عام 2010.

#### كولكاتا

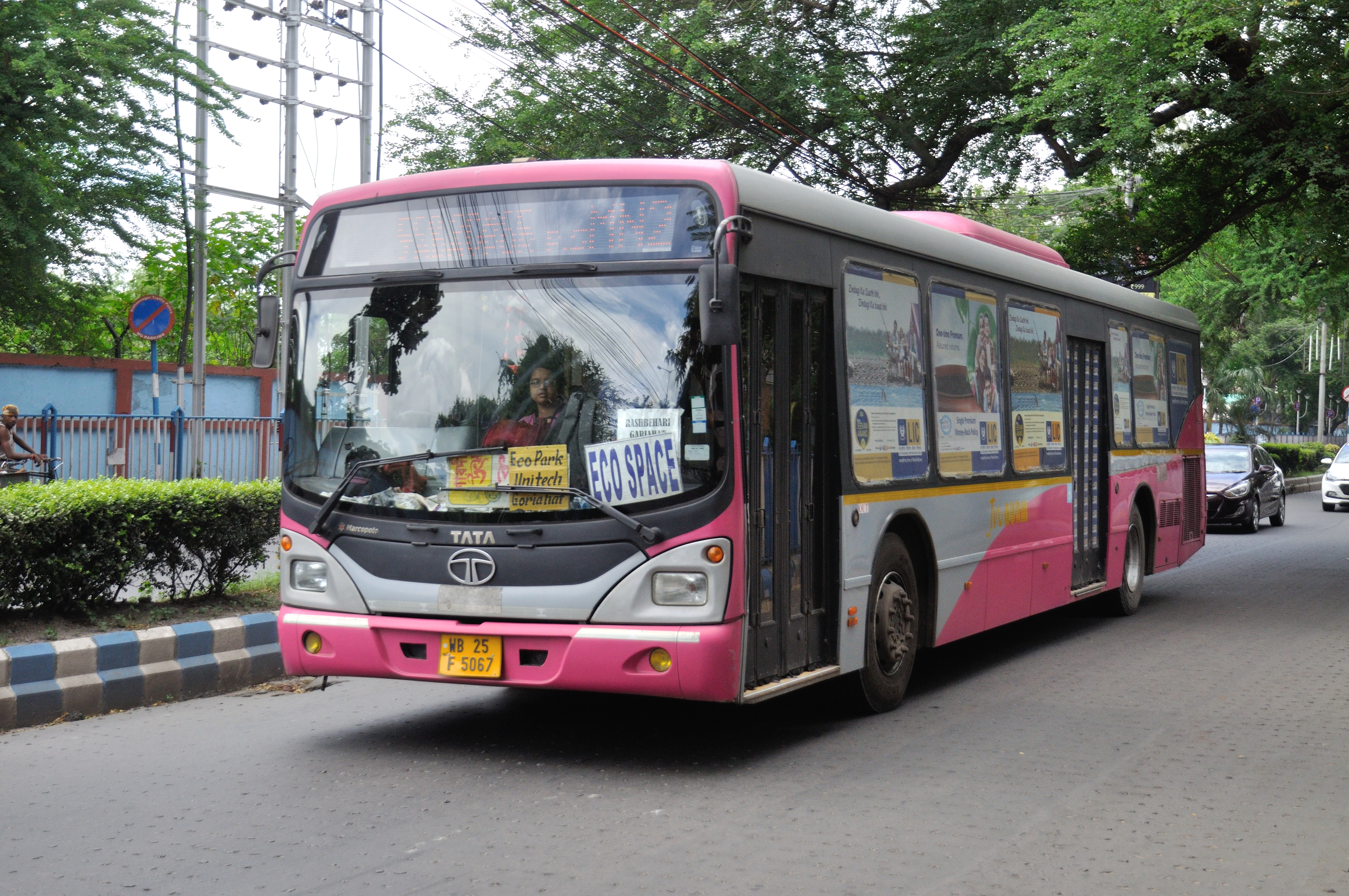
حافلة منخفضة الأرضية في كلكتا

تتمتع كولكاتا بشبكة واسعة من الحافلات التي تديرها الحكومة. وقد قدمت الحافلات المكيفة مؤخرًا بواسطة وبستك. تربط هذه الحافلات أماكن مثل مطار كولكاتا وباراسات (عاصمة الضاحية الشمالية) ونيو تاون وسولت ليك وهاوراه وسانتراجاتشي (محطة على خط سكة حديد هاوراه-خاراجبور) وكودجات وتوليجونج. شبكة الطرق في كولكاتا واسعة. في إطار مهمة جواهر لال نهرو الوطنية للتجديد الحضري ضمنت الحافلات المكيفة كجزء من راحة السفر للركاب. تشغل الحافلات المكيفة شركة مؤسسة النقل السطحي في غرب البنغال (وبستك) بأسلوب مباشر وعن طريق الاستعانة بمصادر خارجية. تخدم هذه الحافلات حافلات تاتا ماركوبولو وحافلات فولفو ذات الأرضية المنخفضة. تخدم حافلة إيه سي فولفو خطوط حافلات السلسلة V وسلسلة VS وتخدم سلسلة MW حافلات تاتا ماركوبولو التي تديرها وبستك. تخدم حافلات إيه سي ماركوبولو خط MH الذي تشغله شركة غرب هيدكو وخط MB الذي تشغله بي أتش بي أل. كما تُشغل شركة النقل الحكومية في كلكتا (سي أس تي سي) حافلات ايه سي فولفو وأشوك ليلان جانباص.

#### جايبور (جايبور)
- غير إيه سي تتوفر عدة حافلات غير مكيفة في جميع أنحاء المدينة. هناك 10 مسارات سبعة منها شعاعية و10 دائرية.
- إي سي: هناك ستة مسارات حافلات AC وهي AC-1 وAC-2 AC-3 وAC-5 وAC-6 وAC-7. تُشغّل جيه سي تي أس أل حافلات من أشوك ليلاند وتاتا.

### اليابان

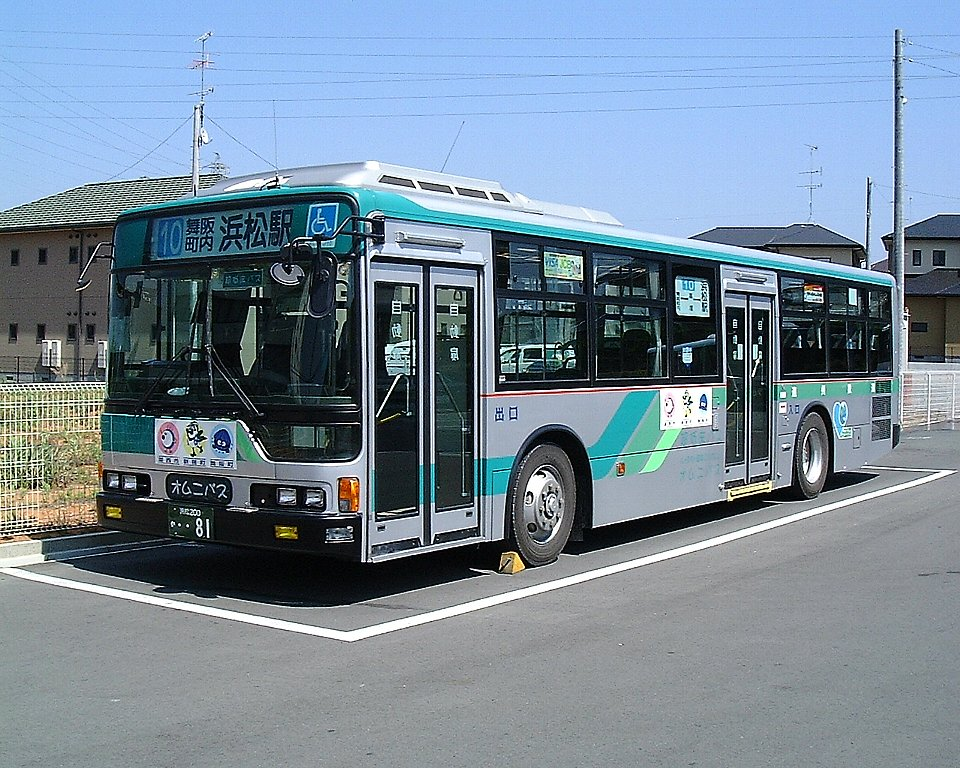
حافلة يابانية منخفضة المدخل "أومني باص" في هاماماتسو

في اليابان تسمى الحافلة ذات الأرضية المنخفضة "حافلة بدون خطوة (ノンステップバス)". اعتادت شركة ميتسوبيشي فوسو للشاحنات والحافلات على تسمية الحافلة ذات الأرضية المنخفضة بـ "حافلة بدون خطوة (ノ ー ス テ ッ プ バ ス)". وفي شركة سكة حديد إنشو في منطقة هاماماتسو يُطلق على الحافلة ذات الأرضية المنخفضة اسم "الحافلة الشاملة (オムニバス)" و"حافلة تشو تيشو (超低床バス؛ الحافلة ذات الأرضية المنخفضة جدًا)" و"حافلة تشو تيشو الشاملة (超低床オムニバス جدًا" الجامع ذو الأرضية المنخفضة)". تطلق الحكومة اليابانية على الحافلة ذات الأرضية المنخفضة اسم "حافلة تشو تيشو بدون خطوة (超低床ノンステップバス؛ حافلة ذات أرضية منخفضة جدًا بدون خطوة)".

قد يشير مصطلح "حافلة غير متدرجة" أيضًا إلى حافلة ذات أرضية مرتفعة حيث تكون الأرضية مستوية لتتماشى مع الأرصفة المرتفعة في بعض أنظمة النقل السريع بالحافلات. وعلى هذا يُطلق عليها اسم "حافلة غير متدرجة".

### الفيلبين

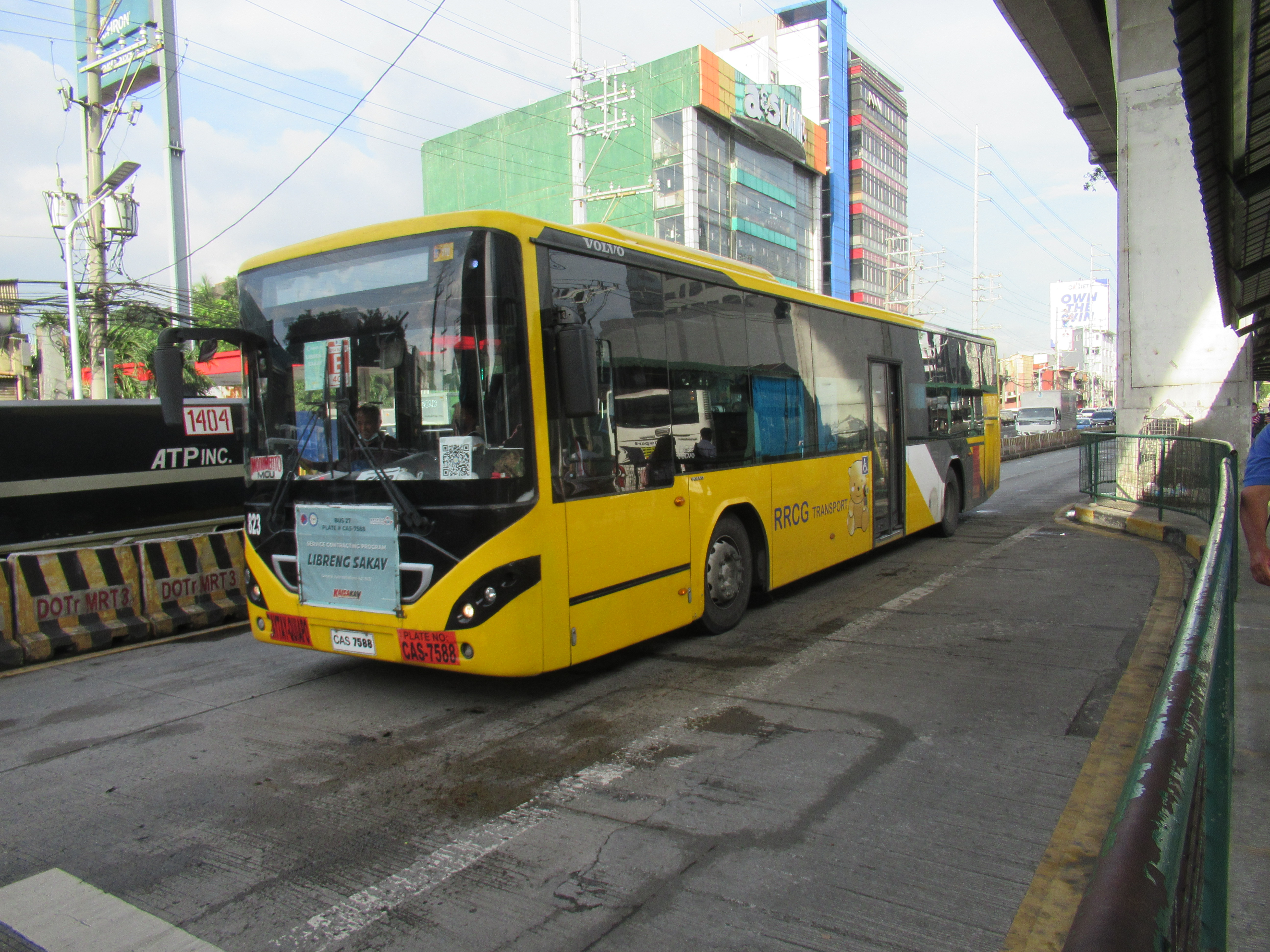
سيارة فولفو B7RLE على طريق حافلات إدسا في ماكاتي

فرضت هيئة تنظيم وامتياز النقل البري (لتفرب) استخدام الحافلات ذات الأرضية المنخفضة أو منخفضة الدخول على خطوط الحافلات في المدينة في الفلبين منذ عام 2016.
تُستخدم الحافلات ذات الأرضية المنخفضة في شبكات الحافلات في المدن في مترو مانيلا ومترو سيبو ومدينة دافاو وعلى بعض الطرق الإقليمية ومعظم خدمات الحافلات من نقطة إلى نقطة مع أن الحافلات القديمة لا تزال تستخدم على نطاق واسع لمثل هذه الخدمات.
عادةً ما تكون الحافلات المستخدمة على طريق إدسا مجهزة بـ 1-2 باب على الجانب الأيسر للصعود في المحطات الوسطى مع أن جميع الوحدات لا تحتوي على هذه الأبواب حاليًا.
غالبًا ما تستخدم الحافلات ذات الأرضية المنخفضة مقاعد مبطنة على شكل عربة في شكل 2-3 أو 2-2 مع أنه قد يعثر على مقاعد بلاستيكية في بعض الحافلات.

### سنغافورة
طُرحت الحافلات منخفضة الأرضية المُجهزة للكراسي المتحركة لأول مرة في سنغافورة عام 2006 حيث اشترت شركة ترانزيت اس بي اس 150 حافلة فولفو B9TL سي دي جي إي. سُجِّلت هذه الحافلات بالأرقام SBS7300P - SBS7499A. ثم أُحيلت حافلات فولفو B9TL سي دي جي إي إلى التقاعد تمامًا في عام 2023.
في عام 2007 اشترت شركة ترانزيت اس بي اس 1101 وحدة من حافلات سكانيا K230UB منخفضة التكلفة بهيكل من شركة جيميلانج كوتشووركس في سيناي بماليزيا . بعد ذلك أصبحت جميع حافلات المدن الجديدة التي اشترتها ترانزيت اس بي اس و حافلات سمرت وهيئة النقل البري منخفضة الأرضية.
اعتبارًا من يوليو 2025 ستكون جميع الحافلات العامة في سنغافورة ذات أرضية منخفضة.

## أوروبا

### ألمانيا
اعتمدت الحافلات ذات الأرضية المنخفضة لأول مرة في ألمانيا عام 1989 ولتسهيل استخدامها للكراسي المتحركة وعربات الأطفال خفض الخلوص الأرضي الأدنى للمركبة بأكملها ورفع الأرضية بدرجة متناسبة بمقدار 30 سنتيمتر (12 بوصة) فوق سطح الطريق.

### المملكة المتحدة

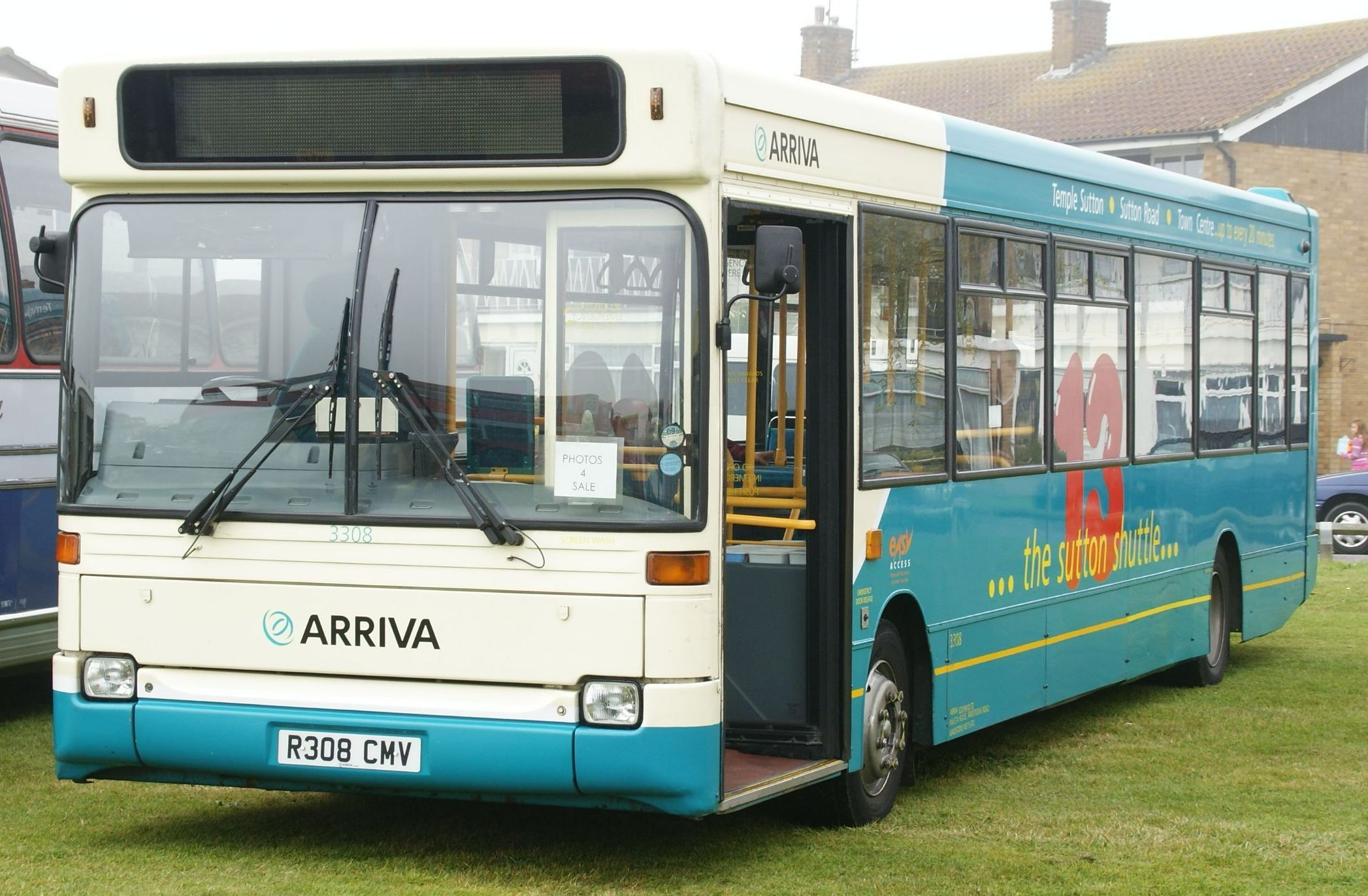
أريفا ساوثيند بلاكستون بوينتر بجسم دينيس دارت أس أل ألف

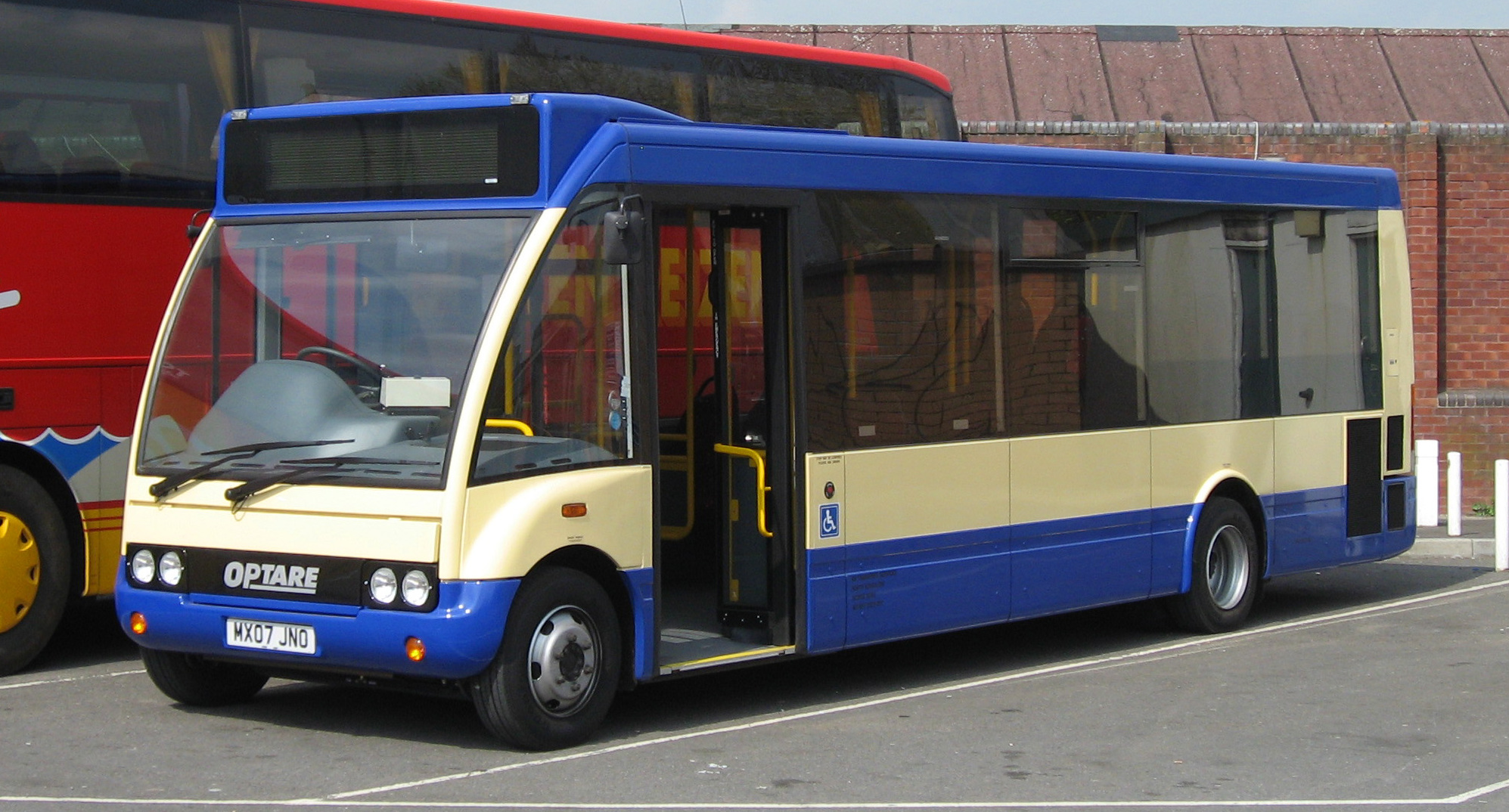
خدمات النقل RH أوبتاري سولو M880 في أبريل 2007

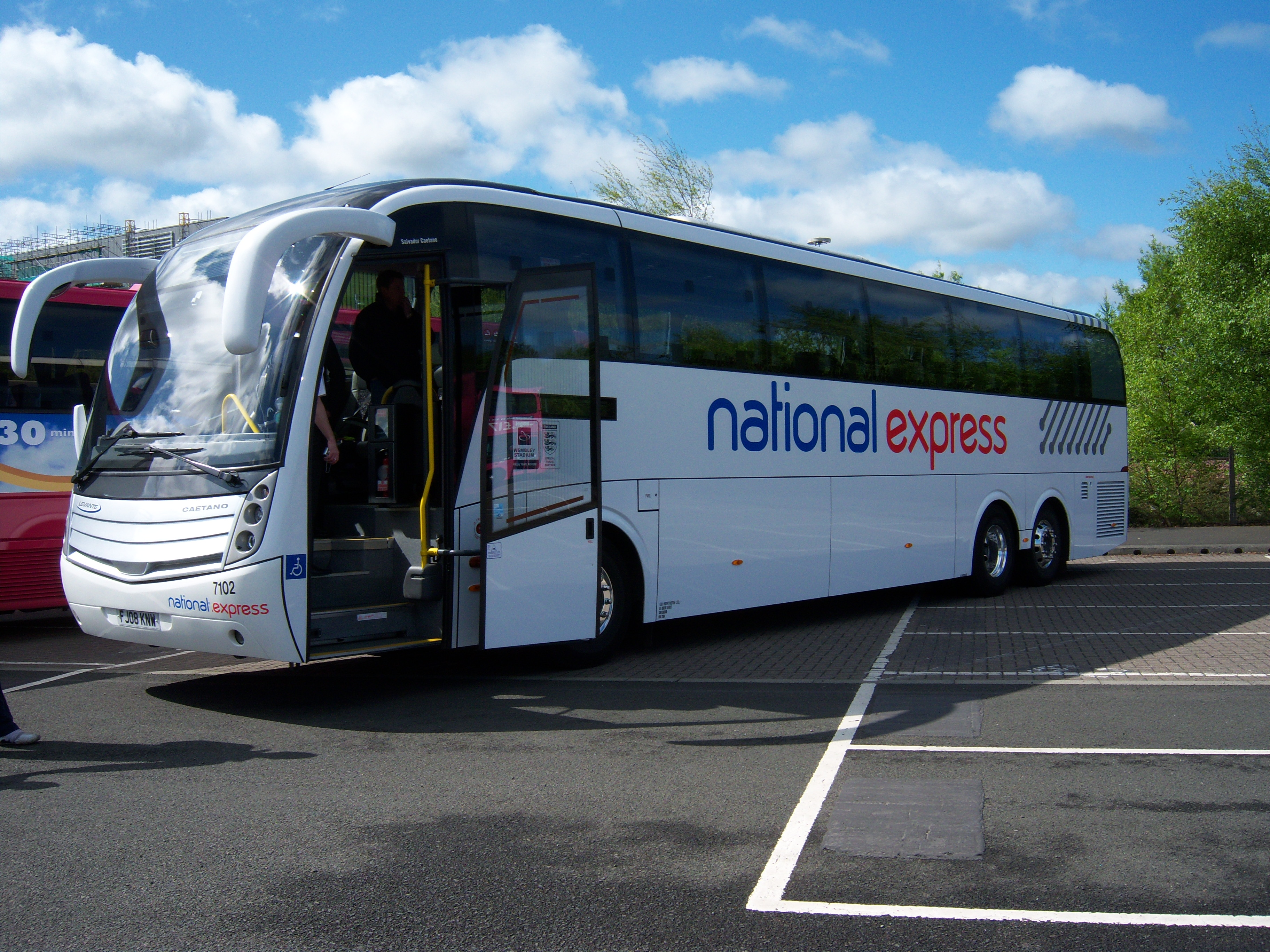
شاحنة سكانيا K340EB 6x2 بهيكل من ناشيونال إكسبريس كايتانو ليفانتي مزودة بمصعد للكراسي المتحركة في تجمع حافلات ميتروسنتر في مايو 2009

مثّلت حافلة دينيس دارت أس أل أف (الأرضية فائقة الانخفاض) الطرح الشامل للحافلات منخفضة الأرضية ذات الطابق الواحد في المملكة المتحدة عام 1995 بعد العديد من الاستخدامات التجريبية على نطاق ضيق. وسرعان ما طُرحت الحافلات منخفضة الأرضية على خطوط النقل العام وأصبحت شرطًا أساسيًا لعقود حافلات لندن. ومثّلت حافلة أوبتير سولو التي طُرحت عام 1997 نقلة نوعية أخرى إذ دخلت إلى الاستخدامات الأصغر حجمًا التي كانت تخدمها الحافلات الصغيرة تقليديًا. وجاءت المرحلة النهائية مع دخول الحافلات منخفضة الأرضية ذات الطابقين دينيس ترايدنت ٢ وفولفو B7TL إلى السوق العامة ذلك مع طرحهما بعد أوبتير سبيكترا.
كانت شركة حافلات لندن من أوائل المستخدمين الرئيسيين للحافلات ذات الأرضية المنخفضة حيث دخلت أول مركبات ذات طابق واحد ذات أرضية منخفضة الخدمة في عام 1993 وأول مركبات ذات طابقين ذات أرضية منخفضة الخدمة في عام 1998. بعد سحب المركبات القديمة ذات الأرضية المرتفعة مثل إيه إي سي روتماستر أصبح أسطول الحافلات متاحًا بالكامل في نهاية عام 2005 أي قبل 10 سنوات من المتطلبات الوطنية. كما كانت لندن واحدة من أوائل المدن الكبرى في العالم التي تمتلك أسطول حافلات متاحًا بالكامل.
نظرًا لطبيعة نظام النقل العام غير المنظم في المملكة المتحدة كان اعتماد الحافلات منخفضة التكلفة عادةً ما يترافق مع نوع من المنح أو شراكة نوعية مع سلطة محلية إذ لم تكن ربحية العديد من المسارات عالية بما يكفي لتبرير التحويل بناءً على زيادة الإيرادات فقط. ومع ذلك أفادت التقارير أن اعتماد ما يُسمى بحافلات "الوصول السهل" له تأثير إيجابي على مستويات الركاب والإيرادات.
بموجب قانون النقل لعام 1985 أُنشئت اللجنة الاستشارية لنقل الأشخاص ذوي الإعاقة (دبتاك) (أو ديبتاك عادةً) لتقديم استشارات مستقلة بشأن قضايا إمكانية الوصول. وفي العام نفسه صاغت دبتاك أول مواصفات للحافلات ذات الأرضية المنخفضة. نص قانون التمييز على أساس الإعاقة لعام 1995 على استكمال لوائح إمكانية الوصول إلى مركبات الخدمة العامة لعام 2000 التي نصت على أن جميع مركبات الخدمة العامة الجديدة التي تزيد سعتها عن 22 مقعدًا يجب أن تكون ذات أرضية منخفضة اعتبارًا من 31 ديسمبر 2000 مع إلزام المركبات الأصغر حجمًا اعتبارًا من 1 يناير 2005. ولا تشترط لوائح عام 2000 إعادة تركيب المركبات الموجودة مسبقًا أو البيع القسري للمركبات الحالية غير المتوافقة مما يسمح للمشغلين بالاحتفاظ بمركبات ذات أرضية مرتفعة حتى "نهاية عمرها الافتراضي". ففي الواقع ومع انتشار الحافلات ذات الأرضية المنخفضة إلى جانب المنح والحوافز فمن المرجح أن ينخفض انتشار المركبات ذات الأرضية المرتفعة في الأسطول الوطني بدرجة ملحوظة قبل إلغاء تسجيل جميع الحافلات بحلول 27 أكتوبر/تشرين الأول 2014. في الماضي وفي أوقات انخفاض الاستثمار الاقتصادي لم يكن من غير المألوف استخدام حافلات الخدمة لمدة تتراوح بين 15 و20 عاماً.
في حين أنتجت بعض الحافلات بقسم أرضي أمامي صغير منخفض عند مستوى السائق فإن معظم الحافلات في المملكة المتحدة أصبحت متاحة نتيجة لاستخدام مصاعد الكراسي المتحركة حيث تعد حافلة كايتانو ليفانتي 2005 واحدة من أكبر الحافلات التي قدموها.
في حين أن من الفوائد الأخرى المعلنة على نطاق واسع للحافلات منخفضة الأرضية صعود الركاب الأصحاء بطريقة أسرع نظرًا لعدم وجود الدرجات فقد وجدت الدراسات تأثيرًا معاكسًا في المملكة المتحدة. ويبدو أن هذا يرجع إلى نظام التشغيل السائد حيث يدخل الركاب ويخرجون من باب أمامي واحد. وقد أُشير إلى أن حافلات الدخول ذات الأرضية المرتفعة السابقة في الثمانينيات والتسعينيات والتي كانت تتميز بدرج مركزي، شجعت على تدفق ثنائي الاتجاه للركاب الداخلين والخارجين في وقت واحد. وقد أدى إزالة العمود للسماح بدخول الكراسي المتحركة/عربات الأطفال إلى خلق حالة حيث كان راكب الحافلة البريطاني المهذب بامتياز ينتظر جميع الركاب للنزول قبل الصعود مما أدى إلى زيادة أوقات الانتظار.

### روسيا

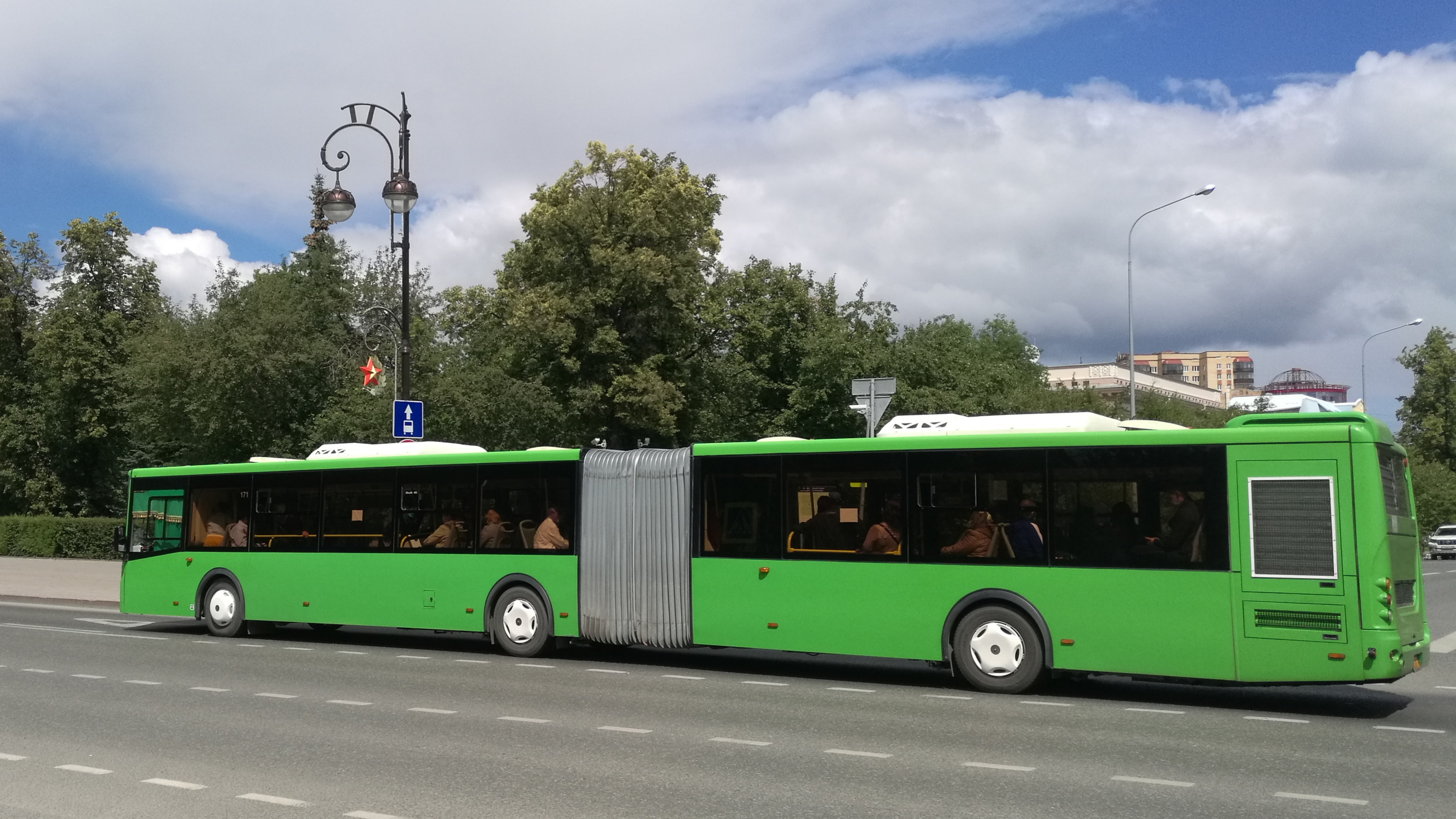
لياز-6213 في تيومين

كانت موسكو المدينة الأولى لإدخال نظام الأرضية المنخفضة كمتطلب إلزامي لموردي حافلات المدينة. وبحلول عام 2005 بدأت مئات الحافلات ذات الأرضية المنخفضة الخدمة داخل المدينة. في البداية أختيرت حافلة باز-3237 لخدمة مركز المدينة بينما اختيرت حافلة لياز-5292 لخدمة ضواحي المدينة. ولاحقًا طُرحت حافلة لياز-6213 وهي نسخة مفصلية من الحافلة الأخيرة مصممة خصيصًا لموسكو.
في سانت بطرسبرغ لم يكتمل التحول إلى خدمات حافلات المدينة ذات الأرضية المنخفضة إلا بحلول عام 2021. إلى جانب طرازي لياز-5292 ولياز-6213 وطرازات أخرى ذات أرضية منخفضة بالكامل والتي تُمثل 85٪ من حافلات المدينة كما توجد أيضًا حافلات شبه منخفضة الأرضية قيد الخدمة ذات أرضية مرتفعة في الجزء الخلفي من الحافلة. وينطبق الأمر نفسه على حافلات الترولي ذات التصميم المنخفض الأرضية في الغالب.
من المدن الأخرى التي تستخدم حافلات منخفضة الأرضية على خطوطها المنتظمة قازان وسوتشي وتيومين وبسكوف وغيرها. تُصنّع معظم هذه المركبات محليًا بواسطة شركات لياز وجاز وكاماز وفولغابوس.

## الأمريكتين

### الولايات المتحدة

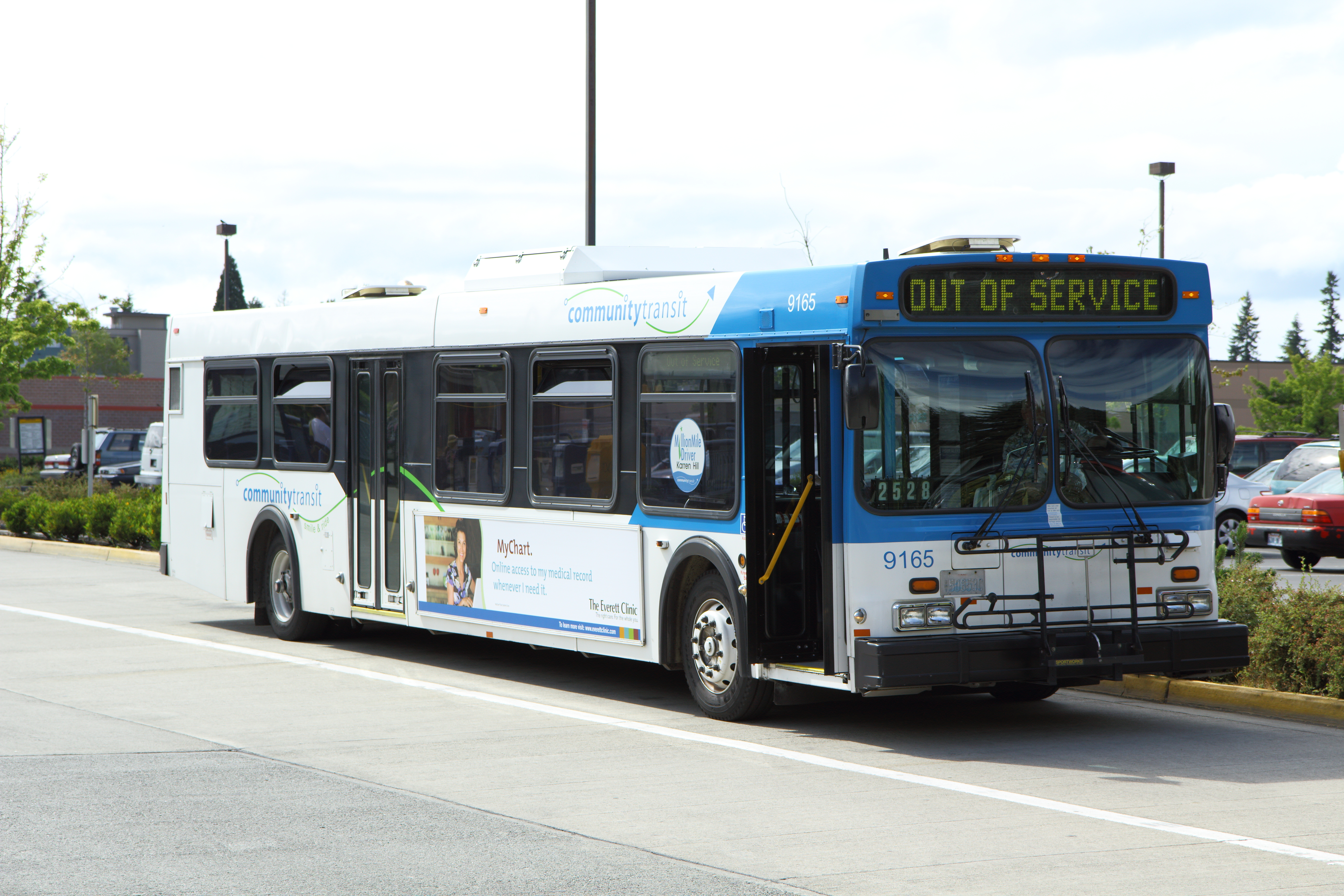
نيو فلاير D40LF موديل 1999 في مركز قرية أورورا ترانزيت سنتر في شورلين في يونيو 2010.

في الولايات المتحدة يُنسب الفضل إلى قانون الأمريكيين ذوي الإعاقة في تحفيز تطوير الحافلات منخفضة الأرضية مما أثر بوجه مباشر على التصميم الموحد لبرنامج ترانبسبوس والذي انتهى بتقديم ما يسمى بالحافلات ذات التصميم المتقدم "المؤقتة" ذات ارتفاع أرضي أقل ولكنها تتطلب مصاعد لصعود الركاب على الكراسي المتحركة. وكانت أول حافلة منخفضة الأرضية (منخفضة المدخل) سلموها هي نيو فلاير لو فلور D40LF إلى هيئة موانئ نيويورك ونيوجيرسي في عام 1991. وقد اشتُقت نيو فلاير أل أف من دن أوستن B85/B86. ثم حذت شركات منافسة أخرى حذوها مع حافلة أوريون السادس (عام 1995) وسلسلة نوفا باص أل أف (عام 1996 وهي أيضًا مشتقة من حافلة دن أودستن B85) وحافلة جيليج منخفضة الأرضية (عام 1997 وهي مشتقة من تصميم حافلة نقل مكوكية لوكالة تأجير سيارات هيرتز) وحافلة نيوبلان AN440L (أعوام 1990/1994/1999). وبحلول عام 2008 كانت معظم طلبات الحافلات الجديدة في الولايات المتحدة من الحافلات منخفضة الأرضية.

### الأرجنتين
في عاصمة هذا البلد مدينة بوينس آيرس ذات الحكم الذاتي يُلزم التشريع منذ عام 1997 جميع حافلات الخطوط الخاضعة للولاية القضائية الوطنية (خطوط الحافلات التي تجوب منطقة العاصمة و/أو تعبر منها إلى الضواحي). حيث كانت أول حافلة منخفضة الأرضية تُنتج في الأرجنتين وتُسوّق في البلاد هي حافلة إي ديتالي أوه إيه105 وكانت أول حافلة منخفضة الأرضية تستوردها الأرجنتين هي حافلة ماركوبولو تورينو جي في منخفضة المدخل التي جُلبت من البرازيل عام 1998.

### باراغواي
في نظام النقل العام في باراجواي لم يقوموا بإضافة أول حافلة منخفضة الأرضية في البلاد إلى أسطولها حتى عام 2012 وهي حافلة ماركوبولو فيالي 1999 المستوردة مستعملة من الأرجنتين.

### البرازيل
في ساو باولو بدأت الحافلات ذات الأرضية المنخفضة تكتسب شعبية في العقد الأول من القرن الحادي والعشرين مع إنشاء ما يسمى بنظام سستما إنترليجادو (النظام المترابط) الذي قسم طرق الحافلات إلى ما يسمى بالخطوط:
هيكلية وهي التي تربط المحطات الكبرى للمناطق بالمركز أو تربط محطتين كبيرتين لمنطقتين تمر عبر المركز
الوصلات الإقليمية التي تربط الأحياء البعيدة بالمركز دون المرور عبر محطات كبيرة أو تربط حيين بعيدين يمران عبر مناطق مهمة.
مواقع/موزعات تربط الأحياء بمحطات أو محطات كبيرة. لا يمر أيٌّ من هذه الخطوط بمركز المدينة.
أصبحت الحافلات منخفضة الأرضية شائعة الاستخدام على خطوط النقل الهيكلي والإقليمي وأصبحت نموذجًا إلزاميًا للشراء منذ عام 2015. حتى ذلك الحين كانت الاستثناءات للخطوط المحلية ذات الحافلات منخفضة الأرضية نادرة لكن هذا الوضع بدأ يتغير منذ عام 2019 وخاصةً منذ عام 2023. في عام 2023 حظرت المدينة شراء حافلات ديزل جديدة. ومع الاستخدام الإلزامي للحافلات الكهربائية تُصنع أيضًا حافلات جديدة على الخطوط المحلية بأرضيات منخفضة نظرًا لقلة أو انعدام توفر الحافلات الكهربائية عالية الأرضية.
كانت غالبية المركبات القياسية والمختصرة من طرازات كايو الألفية وميلونيوم بي آر تي "توكو" على شاسيهات مرسيدس بنز O500U، وسكانيا K270 وK310، وفولفو B7RLE وB290RLE وفولكس فاجن 17.240 و17.260.
بالنسبة للمركبات المفصلية استخدمت مركبات كايو مونديغو أتش إيه وميلينيوم بي آر تي ذات الهياكل مرسيدس بنز أوه500يو إيه وأوه500يو دي إيه.
صنعت البيارتكيوليتس باستخدام هياكل كايو توبباص بي بي وميلينيوم بي آر تي توبباص على شاسيهات فولفو بي360أس وبي9سالف.

## أوقيانوسيا

### أستراليا

#### بريسبان
في بريزبين جميع حافلات ترانسلينك منخفضة الأرضية. ويُستخدم عدد قليل من الحافلات المفصلية عالية السعة منخفضة الأرضية لخدمة خطوط الحافلات الجنوبية في المدينة.

#### سيدني
في سيدني يمكن تشغيل المسارات بواسطة حافلات ذات أرضية مرتفعة وحافلات منخفضة الارتفاع. ويمكن تخصيص مسارات محددة للحافلات منخفضة الارتفاع التي تُعتبر مسارات مناسبة للكراسي المتحركة. ومن بين شبكات الحافلات الحديثة منخفضة الارتفاع نظام المتروباص.